# Політичне інтерв'ю
Політичне інтерв'ю (англ. political interview) — це інформаційний мовленнєвий жанр медіа, що має діалогічний характер і становить вербальну репрезентацію розмови, бесіди журналіста з певним політиком.
Політичне інтерв'ю висвітлює проблеми політичного життя, призначене для подання актуальної інформації про певні події та характеристику цих подій політичним суб'єктом від власного імені. Політичне інтерв'ю скероване на експлікацію іміджевих характеристик політичного суб'єкта (як позитивних, так і негативних).
Специфікою політичного інтерв'ю є його опосередкований характер: співрозмовник-політик дає відповіді, але не завжди говорить саме те, чого вимагає журналіст.

## Типологічні ознаки політичного інтерв'ю
- Оптимізований характер зумовлений пріоритетним зображенням політика з позитивного погляду.
- Інтимізованість викладу передбачає художньо-публіцистичну стилістику й надання переваги розповіді над документальністю.
- Мінімізація інформативності пов'язана з підвищеною декларативністю тексту, псевдодіалогічність указує на відсутність семантичного зв'язку й цілісності між реплікою-стимулом і відповіддю співрозмовника.

## Види політичного інтерв'ю за функціональним критерієм

### Інформаційне інтерв'ю
Його метою є одержання від політика новинної, актуальної і оперативної інформації з певних питань, при цьому важливим є інформаційний привід. Здебільшого інформаційні інтерв'ю мають місце в кризових умовах або є реакцією на загострення політичних проблем. Позиція політика є основною для інформаційного інтерв'ю, оскільки він не подає нової інформації, а коментує певну новину чи проблему, інформативне інтерв'ю характеризується прямими відповідями, підвищеною узагальненістю й авторитетністю позиції співрозмовника-політика.

### Іміджевеінтерв'ю
Воно відрізняється тим, що в тексті переважає оптимізована інформація: політик постає як видатна особистість, а всі відповіді скеровані на висвітлення його позитивних рис. Такі інтерв'ю нагадують розгорнуті політичні біографії та програми, тому в мовленні домінують декларативні мовленнєві акти.
Діалогічність іміджевих інтерв'ю імпліцитна, оскільки відповіді є цілісним текстом, що можна було б визначити як автобіографічну розповідь, а питання лише членують текст і виступають маркерами його структурування. Оптимізованість іміджевих інтерв'ю посилюється позитивними характеристиками політика та вказівками на такі факти його життя, що створюють образ ідеалізованого політичного діяча. З огляду на це в іміджевих інтерв'ю політик постає як непересічна особистість, політик-легенда, усі його відповіді скеровані на створення легендарного образу, звідси й увага до особистого життя й конкретних біографічних фактів. Іміджеве інтерв'ю тяжіє до іміджево-презентаційних жанрів, зокрема до політичної біографії, що представляє політика-легенду й має риси оптимізації політичного образу.

### Аргументативне політичне інтерв'ю
Має характер презентації міркування політичного діяча з приводу певного актуального питання, тому передбачає таке формулювання запитань, що експлікують думки співрозмовника. Аргументативне інтерв'ю у своїй основі має не розповідь, як у попередніх випадках, а роздум, що передбачає невпевненість, презентацію ходу міркувань

### Провокаційне політичне інтерв'ю
Воно здебільшого має місце лише під час журналістських бесід із політиками, які демонструють епатажну мовленнєву поведінку. Мовними маркерами таких діалогів є стилістично знижена лексика, вербальна агресія тощо. Варіантом провокаційного інтерв'ю є активна позиція журналіста, який свідомо ставить запитання, що мають викликати негативну реакцію в політика або принижують його.
Однак провокаційні інтерв'ю є своєрідною інтелектуальною грою між журналістом і політиком: взаємні провокації часто дають читачам змогу одержати нову інформацію й представляють політиків у новому світлі.